# Celia van den Boogert
Celia van den Boogert (Leersum, 6 juli 1951) is een Nederlands (musical)actrice, bekend van veel theaterstukken en televisieseries. Landelijke bekendheid verwierf ze door haar rollen in Spijkerhoek en Goede tijden, slechte tijden.

## Levensloop
Van den Boogert is in 1980 afgestudeerd aan de toneelschool in Arnhem. Tijdens haar opleiding liep ze stages bij toneelgezelschappen Perspekt en Theater op School. Na haar eindexamen heeft ze zich aangesloten bij het Spiegeltheater waar ze haar professionele carrière begon. In het seizoen 1992-1993 speelde zij bij Toneelgroep Amsterdam.
Naast het verschijnen in meer dan veertig toneelproducties is Van den Boogert ook actief als actrice in televisieseries, films en musicals. Haar stem is te horen in meerdere professionele hoorspelen. Van den Boogert was te zien in de musicals De Jantjes en Billy Elliot.

## Televisie
Hoofdrollen:
- Spijkerhoek – Petra Dekker (1993, RTL 4)
- Goede tijden, slechte tijden – Marjan Verhagen (1996 & 2002)/ Lydia Edel (2020-2021, (RTL 4)[3]

Tevens ook gastrollen in:
- De Beslagen Spiegel (1980)
- In de Vlaamsche pot (1991)
- Medisch Centrum West (1992)
- Verhalen van de straat (1992)
- Recht voor z’n Raab (1993)
- De Sylvia Millecam Show (1994)
- Pril geluk (1995),
- 12 steden, 13 ongelukken (1990, 1991, 1995)
- Voor hete vuren (1995)
- Unit 13 (1996)
- Schoon goed (1999)
- Ben zo terug (1999)
- Baantjer (2000)
- Blauw blauw (2000)
- All Stars (2001)
- Schiet mij maar lek (2001)
- Missie Warmoesstraat (2004)
- Keyzer & De Boer Advocaten (2007)
- Vuurzee (2009)
- Annie M.G. (2010)
- De co-assistent (2010)
- XMIX (2010)
- Van God Los (2012)
- Divorce (2012)
- Flikken Maastricht (2013)
- Moordvrouw (2014)
- Koefnoen Presenteert (2015)
- Celblok H (2016)
- Flikken Rotterdam (2016)
- Lidl-reclame (2022)

## Film
- Zoeken naar Eileen - Pensionhoudster (1987)
- Stroomopwaarts - Joke (1991)
- Novellen: Tussen de bomen -  (korte Telefilm, NPS, 1998)
- Mis - Tamar (korte Telefilm, NPS, 2001)
- Nachtrit - Lilly (2006)
- Ernst, Bobbie en het geheim van de Monta Rossa - Eva (2010)
- Schuld -  Ariane ten Kate (korte film, 2012)
- Wolvenpad - (korte film, 2012)
- Bobby en de geestenjagers – rijke passagiere (2013)
- Parre - Corrie  (korte film, 2013)
- Kappen! - buurtbewoonster (2016)
- As - Moeder (korte film, 2018)
- Project Herbert (Telefilm, 2024)

## Theater

### Musical
- De Jantjes – Moeder Betje & understudy Na Druppel (2004-2005, Joop van den Ende Theaterproducties)
- Billy Elliot – understudy Oma (2014-2015, Stage Entertainment)

### Toneelstukken
onder anderen:
- Het Huis van Bernarda Alba (1985 & 2001)
- De Bruid (1989)
- Entertaining Mr. Sloane (1990)
- Matilda (1990)
- Medea (1996)
- Jane Eyre (1997)
- De Meeuw (1999)
- De klucht van de koe (2014)